# ワンダブルSUNでぃ
『ワンダブルSUNでぃ』（ワンダブルさんでぃ）は米米CLUBの20枚目のシングル。1995年4月21日発売。発売元はSony Records。

## 概要解説
前作から5ヶ月振りの新作。1曲のみ、税別500円で発売された。
アサヒビール「ダブル酵母」のCMソング用に制作された楽曲で、タイトルの「ワンダブル」とはアサヒビール側の提案したキャッチフレーズで「ワンダフル」と商品名に含まれている「ダブル」を掛け合わせた造語。
本作は同年秋発売2枚組アルバム『SORRY MUSIC ENTERTAINMENT』(所属しているSMEの社名にもかけたダブルミーニング)に収録されたように米米のふざけた系統の曲を表す「ソーリー系」である。なお先述のアルバムのブックレット記載の曲説明によると「完パケ（マスターテープの完成）までが約2時間で終了したスピード仕上げ」となっている。
この曲は同年脱退したメンバー、ギターのジョプリン得能（得能律郎）RYO-J（坂口良治）が米米のオリジナルメンバーとして解散前に最後に関わった楽曲である。
1997年3月に行われた「THE LAST SYMPOSIUM」ではセットリストの本編2曲のうちの1曲として披露。曲名を「ワンダブル解散でぃ」に改題、歌詞も一部変更した。

## 収録曲
1. ワンダブルSUNでぃ
[作詞・作曲・編曲： 米米CLUB]

## 収録アルバム
- SORRY MUSIC ENTERTAINMENT (#1)
- HARVEST SINGLES 1992-1997 (#1)